# Gudukhati
Gudukhati (nepalski: गुदुखाती) – gaun wikas samiti w zachodniej części Nepalu w strefie Seti w dystrykcie Bajura. Według nepalskiego spisu powszechnego z 2011 roku liczył on 852 gospodarstwa domowe i 5130 mieszkańców (2744 kobiety i 2386 mężczyzn).